# Котіс V
Котіс V (*Κότυς, д/н — бл. 87 до н. е.) — володар Одрисько-астейського царства у 120—87 роках до н. е. Стосовно нумерації існують дискусії: низка дослідників вважає цього царя Котісом IV, оскільки рахує від сходження на трон Севта III (як відновлювача держави), інші — як Котіс I, правителя окремої держави і династії.

## Життєпис
Ймовірно був сином царя одрисів Біфіса. Посів трон близько 120 року до н. е. На цей час відбулося поєднання одрисів та астеїв в одну державу. Тому вона часто називається Одрисько-астейською, оскільки два племені відігравали провідну роль. Територіально охоплювала значну частину центральної та низку областей Східної Фракії, межуючи з містами-державами на Чорному морі. Разом з тим його влада не була міцною на відміну від попередників, оскільки поруч з ним з 100 року до н. е. діяли молодші царі (парадинасти) Терес і Амадок, які були родичами або синами Котіса V.
Продовжував зберігати союзні відносини з Римською республікою. Воював проти фракційських племен медів та бессів, ворогів Риму. Вдалося відвоювати у бессів місто Філіппополь. У 93 році до н. е. завадив підтримці повстання в римській провінції Македонія.
З початком Першої Мітрідатової війни у 89 році до н. е. підтримував Рим, оскільки з недовірою ставився до політичних амбіцій Мітрідата VI, царя Понту. Втім внаслідок успіхів останнього у 88 році до н. е., який зумів підкорити міста Західного Понту, через які одриські володарі вели торгівлю, Котіс V вимушений був укласти союз з Понтійським царством. У 87 році до н. е. в розпал війни між Римом і Понтом цар одрисів і астеїв помирає (або вбитий агетами Мітрідата VI). Йому спадкував син Садала I.